# クライン・メッケルゼン
クライン・メッケルゼン (ドイツ語: Klein Meckelsen) は、ドイツ連邦共和国ニーダーザクセン州のローテンブルク（ヴュンメ）郡に属す町村（以下、本項では便宜上「町」と記述する）で、ザムトゲマインデ・ジッテンゼンを構成する自治体の一つである。

## 地理

### 自治体の構成
首邑の他、ランゲンフェルデとマルシュホルストの集落がこの町に属す。

## 歴史
クライン・メッケルゼンは、1388年に「Lütken Meckelstede」として初めて文献に記録された。1500年頃には14軒の民家に70人ほどが暮らす集落であった。1806年から1814年までの間、この地域はフランス軍占領下に置かれた。ブレーメンからハンブルクへの街道をナポレオンが建造する際にはクライン・メッケルゼンの住民も労役や馬匹提供を強いられた。第二次世界大戦では、終戦の約3週間前に、100両ほどの戦車を備えたイギリス軍に占領された。
この町は1971年と2001年に「我らの村が美しい」コンテスト連邦大会で優勝している。

## 行政

### 議会
この町の町議会は、町長を含め9議席からなる。

### 紋章
この町の紋章は左右二分割。向かって左は銀の波帯で赤地と緑地に上下に分割される。赤地部分に、銀の波帯にかかるように金の水車の輪が描かれている。向かって右は銀地に、緑の尖塔屋根、金の風向計を載せた赤い塔の先端部分が描かれている。

## 経済と社会資本

### 交通
この町はアウトバーンA1号線から約4kmの位置にある。最寄りのインターチェンジはジッテンゼン・インターチェンジである。
町の中心部から約1km南に ヴィルシュテット - ツェーフェン - トーシュテット鉄道のクーミューレン駅がある。この路線は、もう何十年も前に旅客営業を廃止している。それにもかかわらず、ドイツの時刻表には、この路線が掲載され続けている。それは、平日にはエルベ＝ヴェーザー鉄道・交通会社のバス路線 3606系統ツェーフェン - トーシュテット線が運行されているためである。ハンブルク - ブレーメン線のトーシュテット、ラウエンブリュック、シェーセル駅が最寄りの旅客駅であるが、いずれもクライン・メッケルゼンから約20kmほど離れている。

### 教育
クライン・メッケルゼンには基礎課程学校がある。この学校は1966年に完成した。これによりそれまでのクライン・メッケルゼン、グロース・メッケルゼン、イッペンゼン、フィーアデンの学校は閉鎖された。その4年後にはヴォーンステの学校も廃止された。1992年に学校の近代化、拡張がなされた。
この学校では1年を通して多くの行事を行い、生徒は様々な作業共同体やプロジェクトに参加する。その中には、演劇協会や2年に1度開催される低地ドイツ語朗読コンクールへの参加などもある。

## 引用
1. ↑  Landesamt für Statistik Niedersachsen, LSN-Online Regionaldatenbank, Tabelle A100001G: Fortschreibung des Bevölkerungsstandes, Stand 31. Dezember 2023